# Kutaïsskaia
Kutaïsskaia - Кутаисская (rus) és una stanitsa del krai de Krasnodar, a Rússia. Es troba a la vora del Xkeliuk, tributari de l'Aptxas, afluent del Kuban. És a 15 km a l'est de Goriatxi Kliutx i a 51 km al sud-est de Krasnodar.
Pertany al possiólok de Pervomaiski.